# Meklofenoxát
A meklofenoxát  az öregkori demencia és az Alzheimer-kór gyógyítására használható szer. A dimetilaminoetanol(en) (DMAE) és a 4-klórfenoxiecetsav(en) (pCPA) észtere. A DMAE természetes anyag, főleg halakban található meg. A pCPA szintetikus vegyület, amely az auxinokként ismert növényi hormonokra hasonlít. 
Egyéb nevei, márkanevek: Meclofenoxat, Centrophenoxin, Lucidril, Cerutil, Claretil, Clofenoxine, Meclon, Mexazine, Nisantol, Proseryl, Ropoxyl stb. (Egyes országokban Analux márkanév alatt is forgalmazzák, de Magyarországon az Analux egy fenilefrin-alapú szemcsepp.)

## Hatások
Klinikai kísérletek szerint, idős pácienseknél javította az emlékezőtehetséget,  serkentette az agyműködést, és javította az általános kognitív funkciókat.  Növeli a sejtmembrán foszfolipidjeinek a mennyiségét.[forrás?]
A legtöbb országban vény nélkül kapható szer, nootropikumként diákok is használják vizsgák előtt, gyakran valamilyen racetámmal (pl. piracetám) kombinálva.

## Mellékhatások
Használata általában biztonságos, de egyes esetekben enyhe hányinger, illetve szédülés jelentkezett. Kórosan magas vérnyomás, illetve epilepszia esetén nem ajánlott!
Nagy adagokat szedő pácienseknél alvás közbeni fogcsikorgatást figyeltek meg.

## Lásd még
- Ciprodenát (Actebral)
- ISRIB (Integrated Stress Response inhibitor: Integrált stressz-válasz gátló)